# Bicheris
Bicheris, též Baufre, Rabef, byl egyptský faraon 4. dynastie. Vládl přibližně v letech 2472–2448 př. n. l. Byl synem faraona Chufua, na trůn nastoupil až jako jeho třetí syn v pořadí, před ním totiž ještě vládli Chufuovi synové Radžedef a Rachef.
O Baufreovi máme velmi málo zpráv. Na papyru Westcar  se objevuje princ jménem Baufre, který je s ním možná totožný. Jako král je uveden pouze na nápisu (pocházející až z doby asi 12. dynastie) na skále ve Vádí Hammámatu, kde je mu přisuzováno nástupnictví po otci. K moci se nejspíš dostal díky lokálním rozbrojům a rozsáhlejším rebeliím, které podle pozdější tradice nastaly po Chufuově a Rachefově smrti. O Baufreově vládě a činech není moc nic známo.